# Star Trek: Prodigy/Staffel 1
Dieser Artikel behandelt die 20-teilige erste Staffel der US-Fernsehserie Star Trek: Prodigy. Die ersten fünf Folgen wurden 2021 veröffentlicht, die zweiten fünf im Januar und Februar 2022. Zehn weitere Folgen wurden Ende 2022 veröffentlicht.
Die deutschsprachige Ausstrahlung begann am 13. April 2022 mit der Folge Sehnsucht nach den Sternen auf Nick Austria.

## Episoden
| Nr. (ges.) | Nr. (St.) | Deutscher Titel                       | Originaltitel           | Erstveröffentlichung USA | Deutschsprachige Erstveröffentlichung (D/A/CH) | Regie                         | Drehbuch |
| --- | --------- | ------------------------------------- | ----------------------- | ------------------------ | ---------------------------------------------- | ----------------------------- | --- |
| 1/2 | 1/2       | Gesucht und gefunden                  | Lost & Found            | 28. Okt. 2021            | 18./19. Apr. 2022                              | Ben Hibon                     | Kevin Hageman, Dan Hageman |
| 3 | 3         | Sehnsucht nach den Sternen            | Starstruck              | 4. Nov. 2021             | 13. Apr. 2022                                  | Alan Wan                      | Chad Quandt |
| 4 | 4         | Traumfänger                           | Dreamcatcher            | 11. Nov. 2021            | 21. Apr. 2022                                  | Steve Ahn, Sung Shin          | Lisa Schultz Boyd |
| Die Protostar landet auf einem Planeten. Dort werden Wünsche wahr und die Crew verteilt sich. |           |                                       |                         |                          |                                                |                               | |
| 5 | 5         | Der Killerplanet                      | Terror Firma            | 18. Nov. 2021            | 22. Apr. 2022                                  | Alan Wan, Olga Ulanova        | Julie Benson, Shawna Benson |
| Der Planet will die Crew der Protostar als Nahrung zu sich nehmen. Die Crew versucht zu entkommen. |           |                                       |                         |                          |                                                |                               | |
| 6 | 6         | Kobayashi                             | Kobayashi               | 6. Jan. 2022             | 25. Apr. 2022                                  | Alan Wan                      | Aaron J. Waltke |
| Dal R’El entdeckt das Holodeck. Er will den Kobayashi-Maru-Test bestehen und wiederholt die Simulation mehrfach. |           |                                       |                         |                          |                                                |                               | |
| 7 | 7         | Erstkontakt                           | First Con-tact          | 13. Jan. 2022            | 26. Apr. 2022                                  | Steve Ahn, Sung Shin          | Diandra Pendleton-Thompson |
| Dal R’El trifft auf die Ferengi, die ihn aufgezogen hat. Diese hat Schulden und bittet Dal R’El und seine Crew, ihr zu helfen. |           |                                       |                         |                          |                                                |                               | |
| 8 | 8         | Zeitphasen                            | Time Amok               | 20. Jan. 2022            | 27. Apr. 2022                                  | Olga Ulanova, Sung Shin       | Nikhil S. Jayaram |
| Die Protostar wird in mehrere Zeitphasen geschleudert. Jedes Crewmitglied ist alleine in seiner Zeit. Zusammen müssen sie einen Warpkernbruch abwenden. |           |                                       |                         |                          |                                                |                               | |
| 9 | 9         | Rückkehr nach Tars Lamora, Teil 1     | A Moral Star, Part 1    | 27. Jan. 2022            | 28. Apr. 2022                                  | Ben Hibon                     | Kevin Hageman, Dan Hageman, Julie Benson, Shawna Benson, Lisa Schultz Boyd, Nikhil S. Jayaram, Diandra Pendleton-Thompson, Chad Quandt, Aaron J. Waltke |
| Alle Gefangenen auf der Tars Lamora gegen die Protostar – dieses Angebot bekommt die Crew. Sie geht auf das Angebot ein und fliegt zurück. Der Diviner verlangt, dass Gwyn ihn begleitet. |           |                                       |                         |                          |                                                |                               | |
| 10 | 10        | Rückkehr nach Tars Lamora, Teil 2     | A Moral Star, Part 2    | 3. Feb. 2022             | 29. Apr. 2022                                  | Ben Hibon                     | Kevin Hageman, Dan Hageman, Julie Benson, Shawna Benson, Lisa Schultz Boyd, Nikhil S. Jayaram, Diandra Pendleton-Thompson, Chad Quandt, Aaron J. Waltke |
| Dal R’El, Jankom Pog, Zero und Rok-Tahk versuchen, die Protostar zurückzuerobern. Der Diviner weiht Gwyn in seine Geschichte ein: Er kommt aus der Zukunft und will verhindern, dass die Sternenflotte auf seinen Heimatplaneten trifft. |           |                                       |                         |                          |                                                |                               | |
| 11 | 11        | Asyl                                  | Asylum                  | 27. Okt. 2022            | 14. Nov. 2022                                  | Steve In Chang Ahn, Sung Shin | Kevin Hageman, Dan Hageman |
| Die Protostar trifft auf eine Station der Sternenflotte, auf der Frex als einziger stationiert ist. Durch Kontakt mit der Station wird die geheime Waffe des Diviners auf der Protostar aktiviert und die Station zerstört sich selbst. Frex hält es für absichtliche Sabotage der Kinder und lässt die Crew der Protostar zurück. Die Crew der Protostar kann gerade noch entkommen. Admiral Janeway findet den noch lebenden, aber bewusstlosen Diviner. |           |                                       |                         |                          |                                                |                               | |
| 12 | 12        | Schlafende Borg soll man nicht wecken | Let Sleeping Borg Lie   | 3. Nov. 2022             | 15. Nov. 2022                                  | Olga Ulanova, Sung Shin       | Diandra Pendleton-Thompson |
| Die Crew der Protostar findet die Waffe an Bord, das Konstrukt. Als sie zufällig einem Borgkubus begegnen, will die Crew von den Borg erfahren, wie das Konstrukt deaktiviert werden kann. Doch die Borg wollen lieber die Protostar assimilieren. Gleichzeitig erlangt der Diviner sein Bewusstsein zurück. |           |                                       |                         |                          |                                                |                               | |
| 13 | 13        | Die ganze Welt ist eine Bühne         | All The World’s A Stage | 10. Nov. 2022            | 16. Nov. 2022                                  | Andrew L. Schmidt             | Aaron J. Waltke |
| Die Protostar landet auf einem Planeten, auf dem vor vielen Jahren ein Enterprise-Shuttle abstürzte, dessen Insasse Ensign Garrovick der Bevölkerung vieles von der Föderation berichtete. Dies führte dazu, dass die Bewohner ihr Leben nach der Sternenflotte ausrichteten. Die Protostar-Besatzung findet die Ursache für eine rätselhafte Krankheit, nämlich die Verseuchung durch das Delithium des abgestürzten Shuttles, und Zero entwickelt ein Heilmittel. |           |                                       |                         |                          |                                                |                               | |
| 14 | 14        | Am Scheideweg                         | Crossroads              | 17. Nov. 2022            | 9. Jan. 2023                                   | Steve In Chang Ahn, Sung Shin | Lisa Schultz Boyd |
| Dal und seine Freunde verlassen die Protostar, um auf einem Raumhafen ein anderes Schiff zu finden, mit dem sie zur Föderation fliegen können. Doch dort halten sich auch gerade Admiral Janeway und die Dauntless-Besatzung auf, um Frex zu verhören. Als sie aufeinanderstoßen, gelingt mit Hilfe des Schmugglers Okona die Flucht zurück zu Protostar. Aber die Dauntless nimmt die Verfolgung auf, so dass die Protostar in der Neutralen Zone Zuflucht sucht, wohin ihnen die Dauntless nicht folgen kann. |           |                                       |                         |                          |                                                |                               | |
| 15 | 15        | Maskerade                             | Masquerade              | 24. Nov. 2022            | 9. Jan. 2023                                   | Sung Shin                     | Nikhil S. Jayaram |
| Okona führt die Protostar zu einem Raumhafen, um die Schäden zu reparieren, die das Schiff beim Beschuss durch die Dauntless erhalten hatte. Die dortige Genetikerin Dr. Jago erkennt, dass Dal ein Augment ist, ein genetisch optimierter Mensch mit DNA von 26 anderen Spezies. Er lässt sich von ihr mittels eines Chips optimieren. Als sie von Agenten des romulanischen Geheimdienstes Tal Shiar angegriffen werden, die ihn zwingen wollen, ihnen die Protostar zu übergeben, wehrt er sie mit seinen neuen Kräften zunächst erfolgreich ab. Doch er kann die neuen Kräfte nicht dauerhaft kontrollieren und erleidet körperliche Qualen. Murf setzt die Angreifer endgültig außer Gefecht. An Bord der Protostar kann Dal der Chip wieder entfernt werden. |           |                                       |                         |                          |                                                |                               | |
| 16 | 16        | Präludium                             | Preludes                | 1. Dez. 2022             | 9. Jan. 2023                                   | Steve Ahn, Sung Shin          | Kevin Hageman, Dan Hageman, Julie Benson, Shawna Benson, Lisa Schultz Boyd, Nikhil S. Jayaram, Diandra Pendleton-Thompson, Chad Quandt, Aaron J. Waltke |
| Durch effektive Zusammenarbeit aller Besatzungsmitglieder kann die Protostar erfolgreich repariert werden. Jeder erzählt den anderen seine eigene Lebensgeschichte. Rok musste in fingierten Showkämpfen als gewalttätiges, aber stets verlierendes Monster auftreten, bis sie auf die Idee kam, selbst mal zu gewinnen. Zero erkundete mit anderen Medusen den Weltraum und wurde von Kazon in eine Falle gelockt und in eine Kapsel eingesperrt. Jankon flog mit anderen Tellariten im Kälteschlaf und wurde durch eine Fehlfunktion zu früh geweckt. Nachdem er alle Schäden repariert und dabei zu viel Sauerstoff verbraucht hatte, verließ er das Schiff, damit die anderen überleben konnten. Währenddessen erzählt Asencia dem Deviner, woran er sich nicht mehr erinnern konnte, dass die Vau N’Akat die Protostar gewaltsam von Chakotey und seiner Besatzung erobert hatten, welchem es jedoch gelang, das Schiff per Fernsteuerung entkommen zu lassen. Es sei ihre Aufgabe, die Protostar zu finden und für die Vau N’Akat zurückzuerobern. |           |                                       |                         |                          |                                                |                               | |
| 17 | 17        | Der Geist in der Maschine             | Ghost in the Machine    | 8. Dez. 2022             | 9. Jan. 2023                                   | Andrew L. Schmidt             | Chad Quandt |
| Als die Protostar-Besatzung nach mehreren misslungenen Holodeck-Übungen resigniert und nicht mehr zur Sternenflotte fliegen möchte, wird sie wegen einer vermeintlichen Fehlfunktion im Holodeck festgehalten. Erst wenn eine bestimmte Aufgabe gelöst wurde, kann das Holodeck verlassen werden, was auch gelingt. Es stellt sich heraus, dass das Janeway-Hologramm das Holodeck absichtlich so programmiert hatte, um die Besatzung dort festzuhalten und das Schiff doch noch zur Sternenflotte führen zu können. |           |                                       |                         |                          |                                                |                               | |
| 18 | 18        | Der Körpertausch                      | Mindwalk                | 15. Dez. 2022            | 9. Jan. 2023                                   | Sung Shin                     | Julie Benson, Shawna Benson |
| Die Protostar versucht, dem Sternenflottenschiff Dauntless mit der echten Admiral Janeway zu entkommen. Als das Sternenflottenschiff die beiden Warpfelder miteinander verbindet, versuchen Dal und Zero, telepathischen Kontakt zu ihr aufzunehmen. Dabei werden unabsichtlich die neuralen Muster vertauscht, so dass Janeways Bewusstsein sich in Dal und Dals Bewusstsein in Admiral Janeway befindet. Nachdem Admiral Janeway ihr eigenes Hologramm repariert haDauntlesst, findet sie mit der Protostar-Besatzung einen Weg, den Körpertausch rückgängig machen. Dal dagegen weckt das Misstrauen der Dauntless-Besatzung. Kurz nach dem Rücktausch landet Admiral Janeway deswegen in einer Arrestzelle. |           |                                       |                         |                          |                                                |                               | |
| 19 | 19        | Supernova, Teil 1                     | Supernova, Part 1       | 22. Dez. 2022            | 9. Jan. 2023                                   | Andrew Schmidt                | Erin McNamara |
| Die Protostar steht einer Flotte von Sternenflottenschiffen gegenüber. Als ihre Schilde zusammenbrechen, beamen der Deviner, Ensign Asencia und Drednok auf die Protostar und überwältigen die Besatzung. Gwyn gelingt es zwar, den Deviner auf ihre Seite zu ziehen, aber Asencia tötet ihn und öffnet einen Kanal zur Flotte: so infiziert die Superwaffe alle anwesenden Schiffe. Janeway sitzt in der Arrestzelle der Dauntless. Sie kann ihre Bewacherin überzeugen, sie freizulassen. Doch sie kommt zu spät auf die Brücke, denn der Erste Offizier hat bereits die Kommunikation zur Protostar aktiviert. Alle Sternenflottenschiffe schießen aufeinander. Zusätzlich funktionieren die Universalübersetzer nicht mehr, so dass die Angehörigen unterschiedlicher Spezies sich gegenseitig nicht mehr verstehen. Gwyn, die von ihrem Vater die Sprachen vieler Spezies gelehrt bekam, kann zwar Hilfe organisieren, doch es kommen auch immer mehr Sternenflottenschiffen hinzu, so dass immer wieder neue Kämpfe ausbrechen.                    |           |                                       |                         |                          |                                                |                               | |
| 20 | 20        | Supernova, Teil 2                     | Supernova, Part 2       | 29. Dez. 2022            | 9. Jan. 2023                                   | Ben Hibon                     | Kevin Hageman, Dan Hageman |
| Dal findet einen Weg, um die gegenseitige Zerstörung der Sternenflottenschiffe zu stoppen. Dazu muss die Protostar auf Proto-Warp gehen und sich gleichzeitig zerstören, so dass die Detonationswelle breit gestreut wird. Die Besatzung kann zuvor mit einem Shuttle entkommen, nur das Janeway-Hologramm wird zerstört. Ein Monat später kommt das Shuttle bei der Erde an. Admiral Janeway spricht auf der Erde für die Überlebenden der Protostar. Sie dürfen sich daraufhin dem Kommando von Janeway anschließen, das nach dem verschollenen Captain Chakotay suchen soll. Nur Gwyn hat eigene Pläne und wird auf ihren Heimatplaneten zurückkehren, um dessen Bewohner zu vereinen, wie es ihr Vater gewünscht hatte. |           |                                       |                         |                          |                                                |                               | |